# 欧蒂
欧蒂（法語：Authie，法語發音：[oti] ⓘ）是法国卡尔瓦多斯省的一个市镇，属于卡昂区。

## 地理
欧蒂（49°12'21"N, 0°25'54"W）面积3.21 平方千米，位于法国诺曼底大区卡爾瓦多斯省，该省份为法国西北部沿海省份，北濒大西洋英吉利海峡，东北与滨海塞纳省以海上边界相接，东临厄尔省，南至奧恩省，西与芒什省接壤。
与欧蒂接壤的市镇（或旧市镇、城区）包括：凯龙、罗塞勒、圣孔泰、圣日耳曼-拉布朗什埃尔布、罗镇。

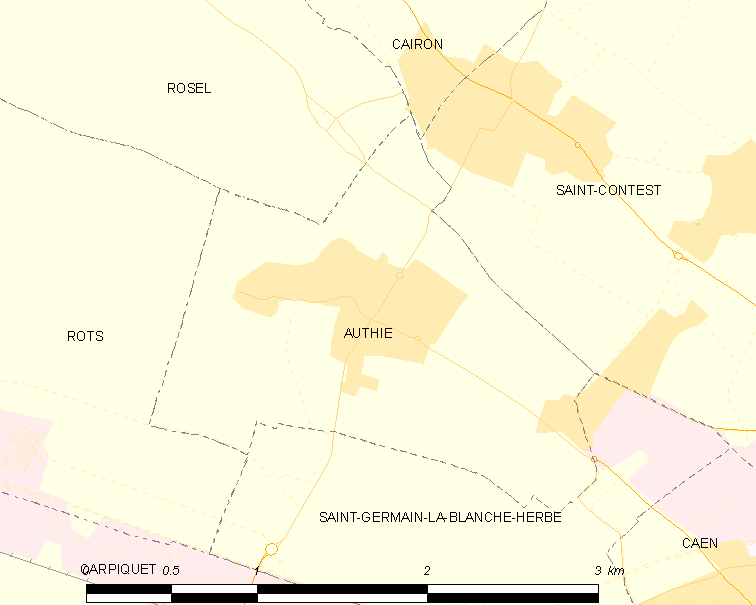
欧蒂的OSM定位图

欧蒂的时区为UTC+01:00、UTC+02:00（夏令时）。

## 行政
欧蒂的邮政编码为14280，INSEE市镇编码为14030。

## 政治
欧蒂所属的省级选区为卡昂第二县。

## 人口

1962-2008年间欧蒂人口变化图示

欧蒂于2022年1月1日时的人口数量为1691人。